# Маневичи (Брестская область)
Маневичи (бел. Манявічы) — деревня в Берёзовском районе Брестской области Белоруссии. Входит в состав Песковского сельсовета.

## География
Деревня находится в центральной части Брестской области, к западу от озера Чёрного, при автодороге Р-136, на расстоянии приблизительно 15 километров (по прямой) к юго-востоку от города Берёза, административного центра района. Абсолютная высота — 144 метра над уровнем моря. Площадь населённого пункта — 0,6798 км².

## История
По состоянию на 1905 год, в Маневичах проживало 228 человек. В административном отношении деревня входила в состав Песковской волости Слонимского уезда Гродненской губернии.
Согласно Рижскому мирному договору (1921), деревня вошла в состав межвоенной Польши. Входила в состав гмины Пески Косовского повета Полесского воеводства Польши. В 1921 году числилось 128 жителей, проживавших в 35 домах. В этническом составе населения того периода поляки составляли 100 %. В конфессиональном составе населения преобладали православные христиане (95 %).
С 1939 года в БССР, с 1940 года деревня в составе Ольшевского сельсовета.

## Население
По данным переписи 2019 года, в деревне проживало 113 человек.
| Год  | Население, человек |
| ---- | ------------------ |
| 1905 | 228                |
| 1921 | ↘ 128              |
| 2009 | ↗ 153              |
| 2019 | ↘ 113              |